# جيوفري كوان
جيوفري كوان (بالإنجليزية: Geoffrey Cowan)‏ هو محامي أمريكي، ولد في 8 مايو 1942 في شيكاغو في الولايات المتحدة.